# 金津荘
金津荘（かなづのしょう）は、加賀国河北郡北部、現在の石川県かほく市の北部と東南部を除くほぼ全域にあたる地域に存在し、「賀州神領」とも称された賀茂別雷神社領の荘園である。

## 成立と立地
成立時期を記した明確な史料はないが、百錬抄に寛治4年に朝廷賀茂上下社へ神領が寄進されたとあることから、1090年（寛治4年）またはその前後に成立したものと考えられる。
立地は、北は能登との国境地帯、東は宝達山から続く宝達丘陵、西は日本海、南は河北潟から続く湿地帯で、宝達丘陵から西側へ続く平野には川や湖沼が形成され、日本海に接した陸地は砂丘地帯が南北を横断していた。なお、戦国時代の史料によれば、荘内は北から高松、内高松、与知、上棚、谷、横山、金津、鉢伏、日角、新保10ヵ村で構成されていたようである。

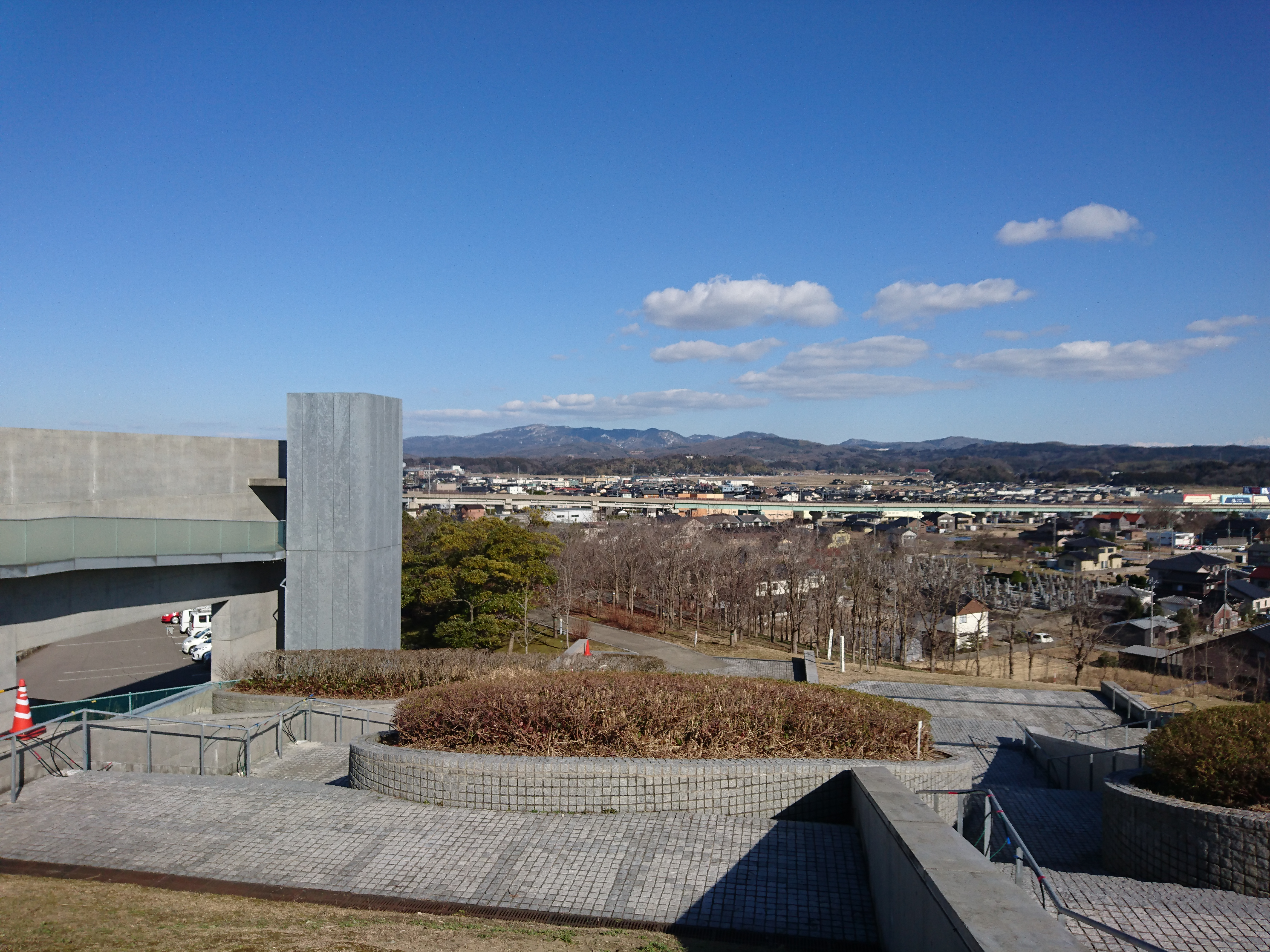
金津荘の故地（西田幾多郎記念哲学館より）

## 各時代の概要
鎌倉時代には、南に接する北英田保との境界相論が繰り返され、鎌倉幕府の関東下知状によれば河北潟に形成された沖積地の領有権や丘陵部の境界をめぐる相論であった。
文書が多く残されている室町・戦国時代の年貢徴収については、加賀国の国守的な存在である守護や地元の武士たちが上賀茂神社に代わって集める守護請・代官請、同社の使者が直接現地に赴いて集める直務支配などの方法がとられていた。現在でも、その際に現地の百姓たちとやり取りをした書状や、徴収額と経費などを記した算用状が残されている。
なお、1470年（文明2年）5月、戦乱の京都を避けて、上賀茂神社の御正体や宝物が加賀国の金津荘に仮遷座し、これは鎌倉末期の大乱時の例にならったものとの噂が奈良周辺で広がっている。ほかにこの出来事を証明する史料は残されていないが、上賀茂神社にとって金津荘がいかに重要視されていたかをうかがい知ることができる。
中世後期に勢力を誇った加賀一向一揆の下では、その上位に立つ本願寺の力を借りながら年貢の徴収にあたり、全国の荘園が実態を失う中で、わずかであっても収益を確保することができる重要な存在であった。
1583年（天正11年）、羽柴秀吉は、能登国と加賀国北部を治めていた前田利家に対し上賀茂神社に金津荘の保有を保障するように命令する。しかし、太閤検地などの政策が進行していく中で、その権利は消滅した。

## 現在に残る「金津荘」
現在、かほく市横山には賀茂神社が鎮座し、金津荘総鎮守であるとされている。実際に、荘園内の精神面でのよりどころとして、宮座が形成されていたのではないかと考えられる。
金津荘の領主であった京都上賀茂神社の祭礼として有名な葵祭（賀茂祭）では賀茂競馬（競馬会神事）が開催されるが、ここでは金津荘と称する馬が出走するのが慣例となっている。